# Fietsstraat

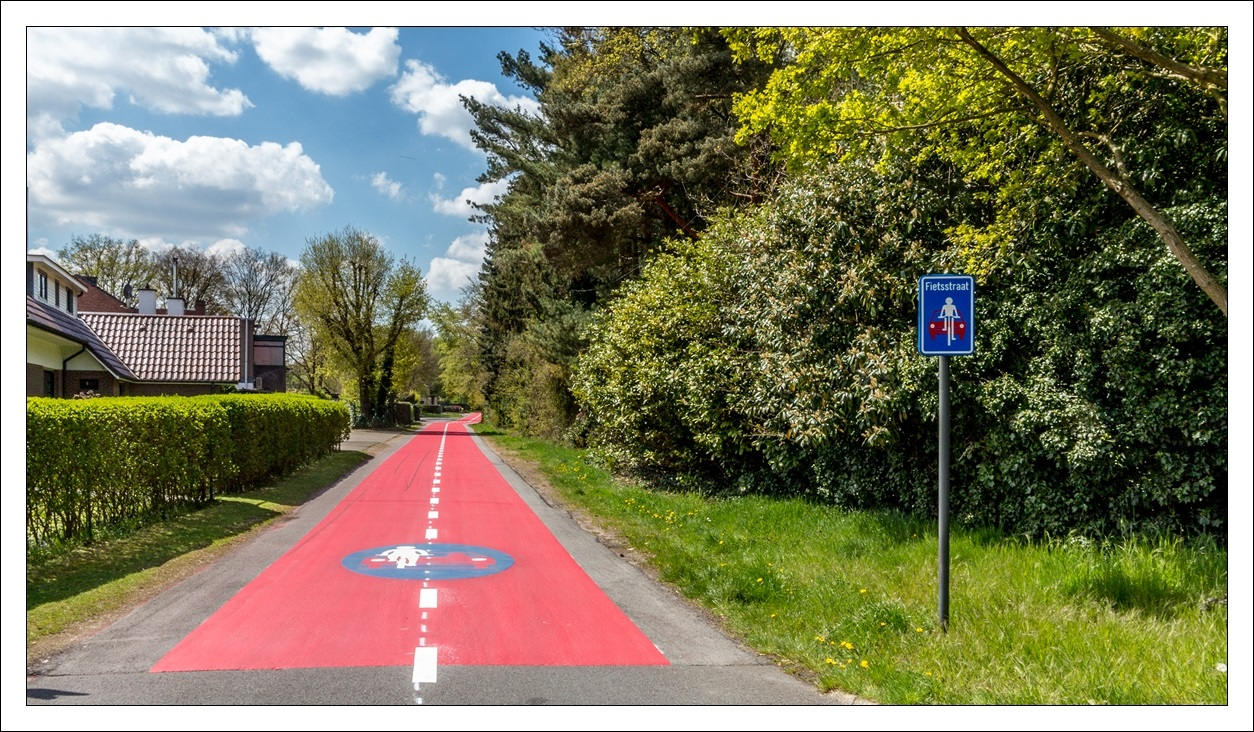
Reinpadstraat in Genk

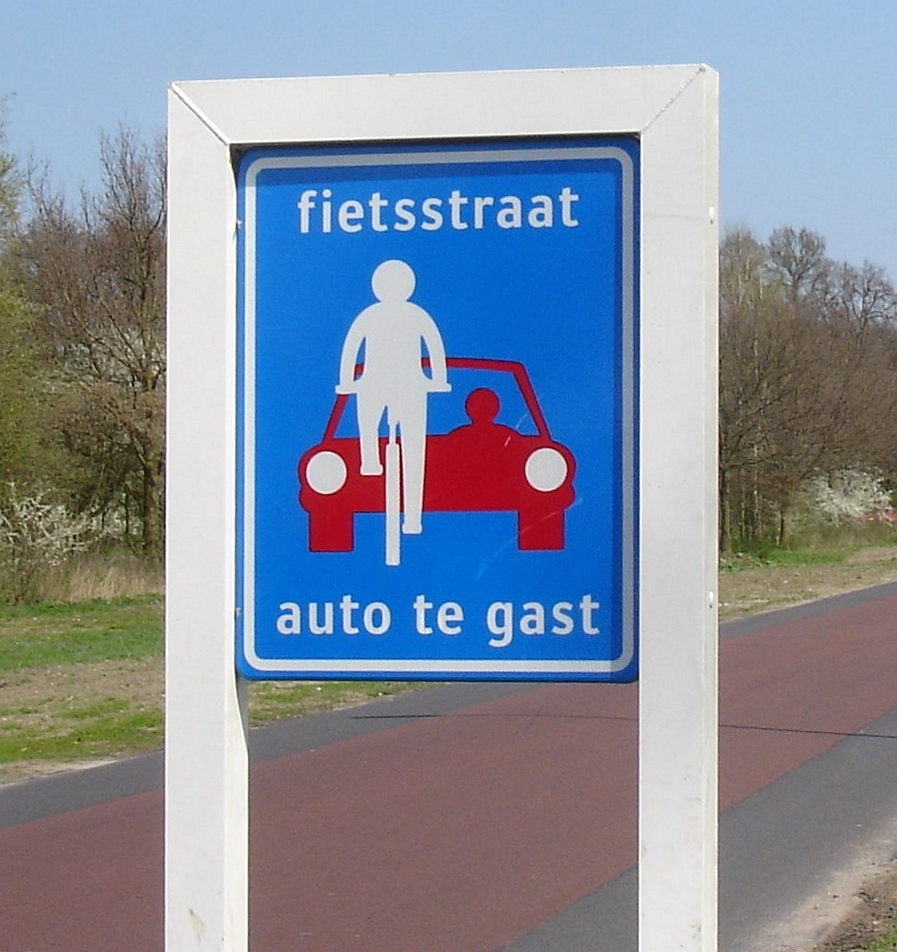
Hengelo

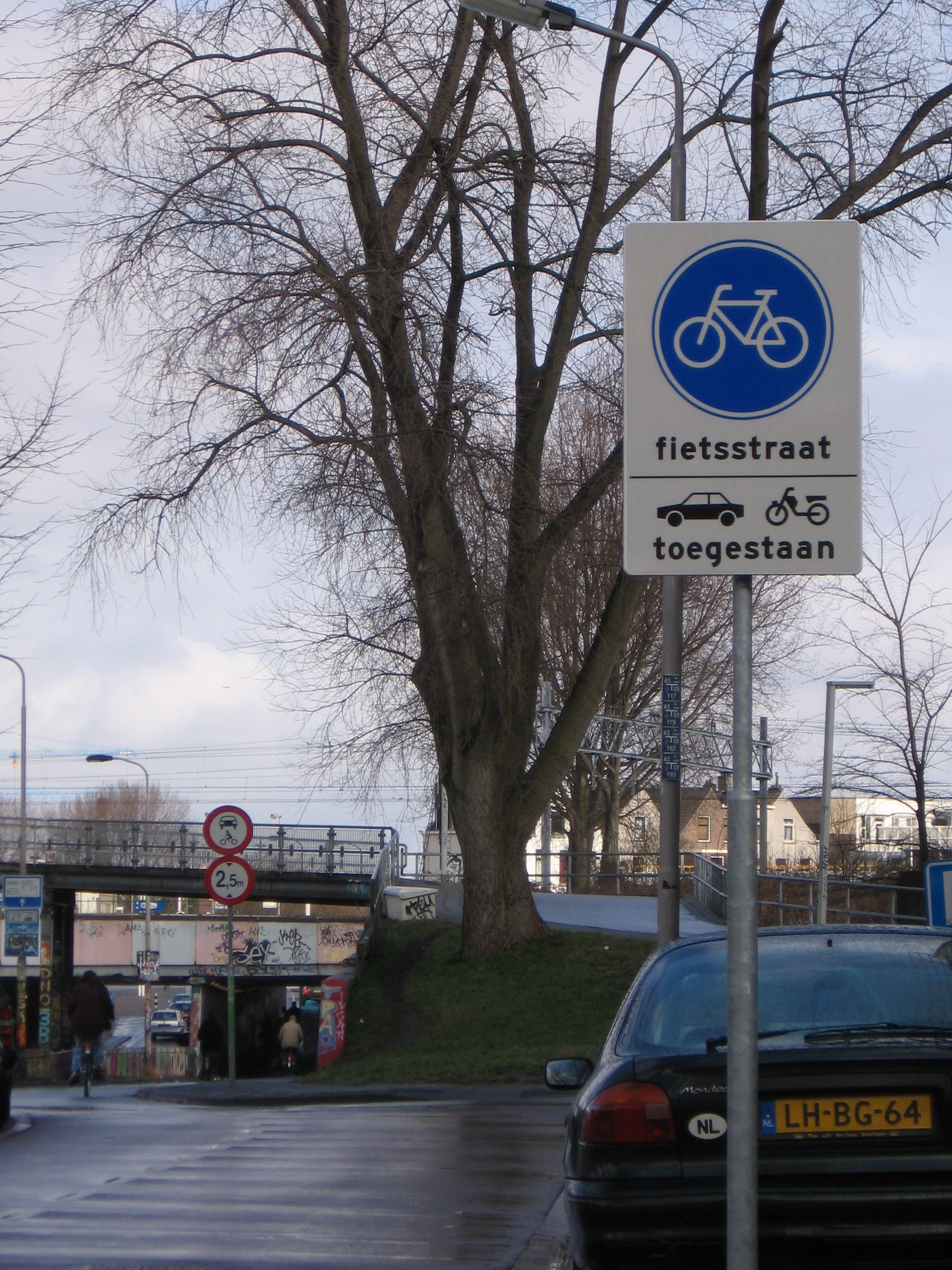
Delft, met een verkeersbord dat lijkt op dat van de Duitse Fahrradstrasse, hier is tegelijk een "verplicht fietspad"

Een fietsstraat of  fietszone is een straat of gebied dat ingericht is als fietsroute, maar waarop tevens auto's zijn toegestaan. Dit autogebruik wordt echter beperkt door het karakter en de inrichting van de fietsstraat.
In België en Nederland zijn fietsstraten vaak in een rode tint gekleurd, net als fietspaden, hoewel de rode kleur op zich in beide landen geen juridische waarde heeft. In België gaat het overigens meestal over bruinrood, daarmee expliciet verschillend van het fellere "verkeersrood" van fietsopstelstroken en fietspaden. De kleur wordt met een coating op bestaand wegdek "geschilderd", ofwel bij (her)aanleg met een centrale rode strook geasfalteerd waardoor de kleur niet afslijt.

## Doel
Fietsstraten vormen een alternatief voor traditionele fietsroutes langs hoofdwegen. De straten liggen veelal in woongebieden die daardoor een meer autoluw karakter kunnen krijgen. Een belangrijk punt hierbij is dat de verkeersintensiteit op de oorspronkelijke straat bepalend is voor de uitvoering. Wanneer er te veel motorvoertuigen gebruik van maken is een veilige fietsstraat niet haalbaar. Ook dient rekening gehouden te worden met parkeercapaciteit. Smalle straten waar ook geparkeerd moet worden lenen zich derhalve niet voor een inrichting als fietsstraat.

## Varianten
In Nederland worden vier fietsstraatvarianten onderscheiden:
- De autoluwe woonstraat. Vaak is deze straat al aangewezen als fietsroute waardoor weinig aanvullende maatregelen nodig zijn.
- Fietsers ruim aan de zijkant. Doordat aan weerszijden van de autostrook brede wijnrode fietsstroken liggen, is de positie van de automobilist duidelijk. Bij hogere intensiteiten wordt de autostrook verbreed om passeren mogelijk te maken. Dit type fietsstraat is onverenigbaar met de Belgische regels.
- Fietsers meer in het midden. Door het fietsgedeelte te centreren langs de lengte-as zullen fietsers vooral in het midden rijden.
- Rijbaanscheiding. Onderscheiding van twee rijrichtingen heeft een versterkend effect voor de fietser. Inhalen en parkeren wordt tegengegaan, vaak door een verhoging op de as en een smalle redresseerstrook.

## Geschiedenis
In 1996 verscheen in Nederland de eerste fietsstraat: in Utrecht werd de Burgemeester Reigerstraat tot fietsstraat omgebouwd. Deze werd overigens in 1999 weer ontmanteld.
Het bord "Fietsstraat, auto te gast" werd in 2000 voor het eerst toegepast en is in opdracht van de gemeente Houten ontworpen door Rutger Ekhart van bureau Goudappel. 
Gent had in 2011 met de Visserij de primeur voor de eerste fietsstraat van België. Deze straat werd de eerste wettelijk geregelde fietsstraat met verbod voor gemotoriseerde weggebruikers om fietsers in te halen, samen met de Trekweg, door de opname van het begrip fietsstraat en bijhorend verkeersbord in december 2012 in de Belgische Wegcode,
In 2022 is op de Antwerpse N12 Turnhoutsebaan voor het eerst een drukke stedelijke invalsweg (voor auto's en vrachtverkeer) in (roodgeverfde) officiële fietsstraat omgezet, waardoor autoverkeer er geen fietsers meer mag inhalen. De Vlaamse wegbeheerder voerde dit in (in afwachting van een volledige heraanleg) omdat op deze invalsweg geen fietspaden zijn, en het door een centrale trambaan ook te smal is om fietsers in te halen, wat op deze weg met 50 km/h-limiet wel massaal gebeurde.

## Juridisch

### Nederland
In Nederland hebben fietsstraten geen juridische status. De normale regels van de Wegenverkeerswet gelden hier. Fietsers houden zoveel mogelijk rechts en rijden met maximaal twee personen naast elkaar als zij anderen niet hinderen. Een fietsstraat kan beperkingen krijgen door plaatsing van extra bebording zoals een maximumsnelheid (bord A01-30) of inhaalverbod voor motorvoertuigen (bord F01). Het bord "Fietsstraat auto te gast" is niet in het Reglement verkeersregels en verkeerstekens opgenomen en heeft derhalve geen enkele juridische status of waarde.
Voor wegbeheerders geldt een adviesuitvoering van het bord om de eenduidigheid en begrijpelijkheid bij de weggebruikers te bevorderen, echter worden ook eigen ontwerpen toegepast (te zien op de foto uit Delft)".

### België

Belgisch verkeersbord F111 "Begin van een fietszone". Dit bord is geldig tot aan het verkeersbord F113.

Sinds 3 februari 2012 is het concept 'fietsstraat' opgenomen in de Belgische Wegcode. De fietsstraat wordt in de wegcode als volgt gedefinieerd: "Een straat die is ingericht als fietsroute, waar specifieke gedragsregels gelden ten aanzien van fietsers, maar waarop tevens motorvoertuigen zijn toegestaan."
In Belgische fietsstraten hebben motorvoertuigen toegang tot fietsstraten maar mogen er geen fietsers inhalen. Fietsers mogen de volle breedte van de rijbaan gebruiken (in eenrichtingsstraten) of de rechterhelft ervan (in tweerichtingsstraten). Rijwielen of speed pedelecs worden voor deze regels gelijkgesteld met fietsers. De snelheid mag in een fietsstraat nooit hoger liggen dan 30 km/h, wat dus geldt voor alle weggebruikers.
Per koninklijk besluit werden op 4 december 2012 twee verkeersborden toegevoegd aan het verkeersreglement: het bord F111 "begin van een fietsstraat" en het F113 "einde van een fietsstraat", met facultatieve vermelding van het woord "fietsstraat" of "rue cyclable". Teneinde de signalisatie van fietsstraten te vereenvoudigen en het aantal verkeersborden te verminderen, geldt sinds 1 augustus 2021 het bord F111 dat een fietsstraat aanduidt slechts tot het eerstvolgende kruispunt. Als gevolg daarvan wordt het einde van een fietsstraat niet langer aangegeven met het bord F113 "einde fietsstraat", en werd dit bord afgeschaft.
Sinds 1 april 2023 gelden opnieuw andere regels. De term "fietsstraat" verdwijnt en wordt vervangen door "fietszone". Het begin van de fietszone wordt gesignaleerd met het verkeersbord F111 "begin van een fietszone" en het het einde van de zone met verkeersbord F113 "einde van een fietszone". De wegbeheerders moeten voor 1 januari 2035 alle borden F111 en F113 die nog de vermelding "fietsstraat" dragen vervangen door borden zonder opschrift of met opschrift "fietszone".
De regels omtrent fietsstraat regelen niet de voorrang aan kruispunten. Bij de invoering van een fietsstraat in opeenvolgende straten van een logische fietsroute, geven wegbeheerders soms deze fietsroute met voorrangsborden voorrang aan de kruispunten. Soms krijgt de fietsstraat zo voorrang op de auto-route die gekruist wordt. Dat gebeurde ook op de Gentse fietsas Coupure, waar twee van de fietsonderdoorgangen voorrang kregen op de plaats waar de rechtdoorgaande "autostraat" langs het water overgaat in een officiële fietsstraat.

#### Fietszone

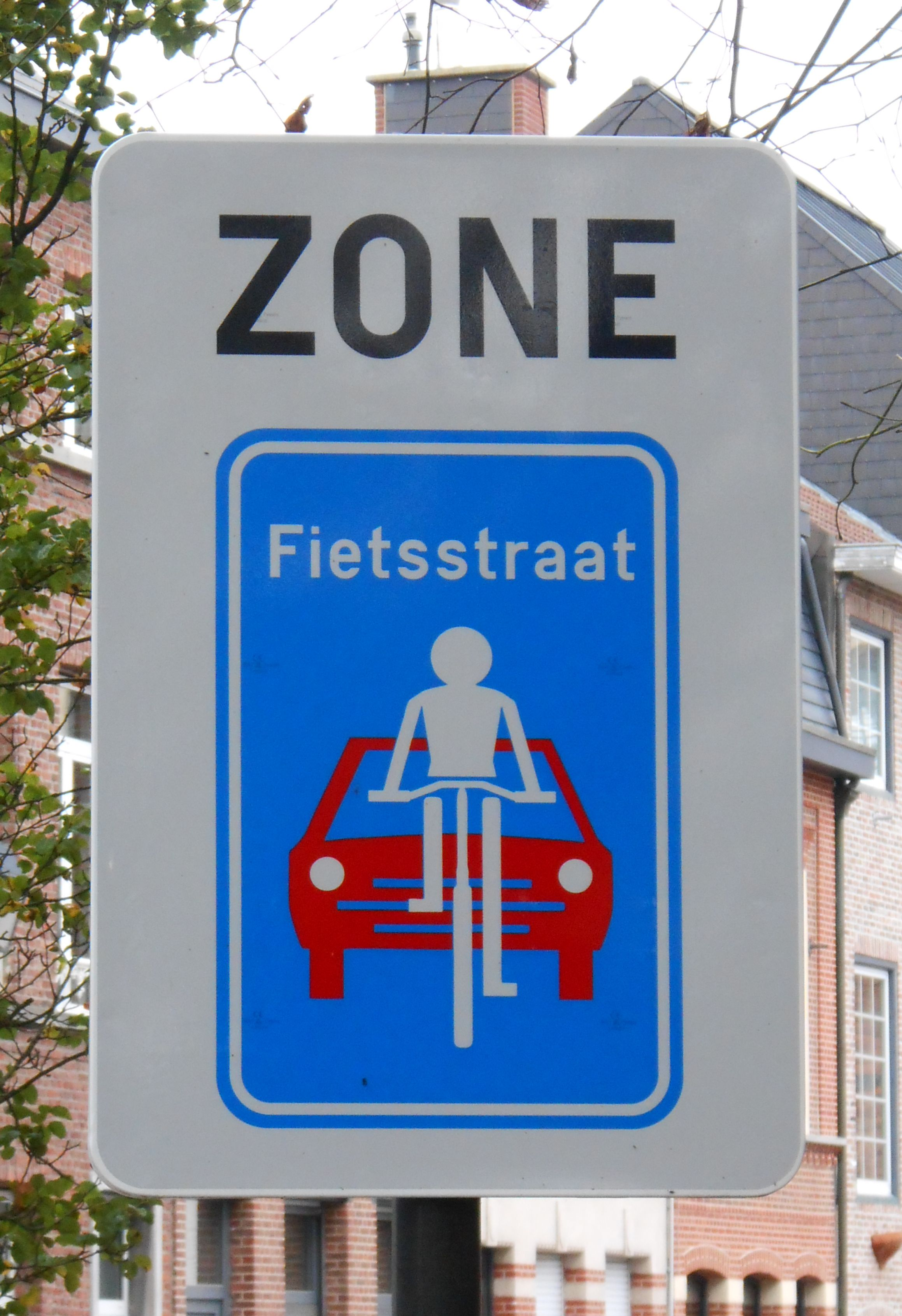
Het voormalige bord voor het begin van een fietszone (België). Deze borden moeten uiterlijk tegen 2032 vervangen worden.

In juli 2019 werd het mogelijk gemaakt een fietszone te creëren door zonale geldigheid aan het bord F111 (fietsstraat) toe te kennen, en waar bijgevolg motorvoertuigen geen fietsers mogen inhalen en de maximumsnelheid 30 km/h is. Sinds 1 april 2023 geldt er een andere definitie voor het bord F111, en geldt er sowieso een zonale geldigheid voor de fietsstaat en werd het begrip 'fietszone' algemeen ingevoerd ter vervanging van 'fietsstaat'. De zonale F111 borden moeten tegen 1 januari 2032 vervangen worden door klassieke borden F111 en F113.
Volgende steden voerden een grote fietszone in in hun centrum:
- Kortrijk (2019), noemde zich met 76 straten de grootste fietszone
- Aarschot (juli 2019)
- Mechelen (oktober 2019), daar is de binnenstad één grote fietszone
- Hasselt (2020)
- Tongeren (juni 2020) met 53 straten
- Diksmuide (mei 2020) in het historische stadscentrum
- Lier (november 2021)
- Herentals (juli 2024)[17]

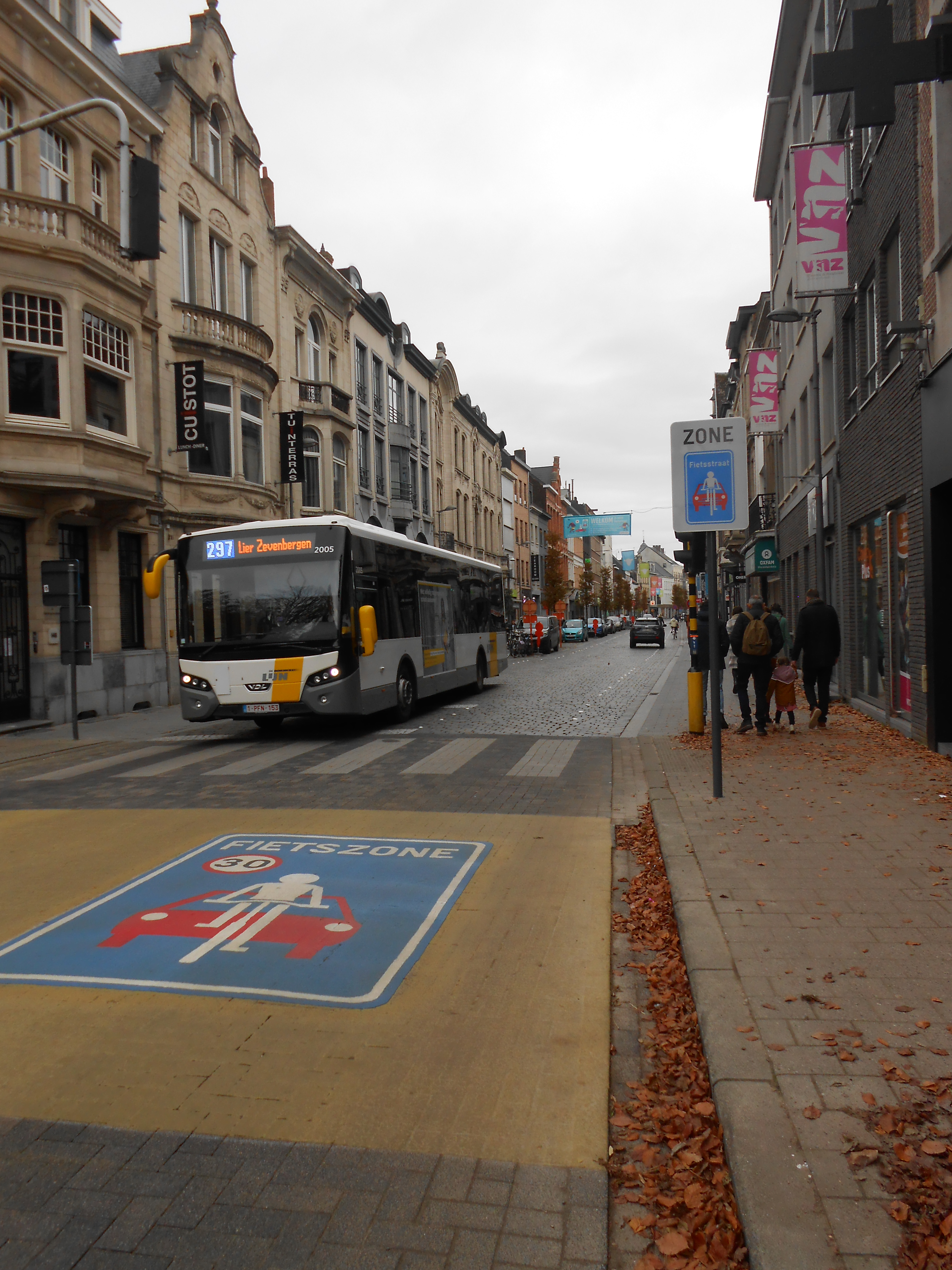
Aanduiding van een fietszone